# Nacionalni park Capitol Reef
Nacionalni park Capitol Reef ((hrv.) Veliki greben) jedan je od 58 nacionalnih parkova smještenih na području Sjedinjenih Američkih Država.

## Zemljopisni podaci
Capitol Reef se nalazi u južnom dijelu američke savezne države Utah u blizini gradića Torrey. Park je pun klanaca, litica, stjenovitih tornjeva, kupola i kamenih lukova. Kroz park protječe rijeka Fremont ali većina parka je pustinjski krajolik. Površina parka Capitol Reef izbosi 976,24 km2, a nacionalnim je proglašen 18. prosinca 1971. godine.

## Klima
| Klimatološki srednjaci za Nacionalni park Capitol Reef     | Klimatološki srednjaci za Nacionalni park Capitol Reef | Klimatološki srednjaci za Nacionalni park Capitol Reef | Klimatološki srednjaci za Nacionalni park Capitol Reef | Klimatološki srednjaci za Nacionalni park Capitol Reef | Klimatološki srednjaci za Nacionalni park Capitol Reef | Klimatološki srednjaci za Nacionalni park Capitol Reef | Klimatološki srednjaci za Nacionalni park Capitol Reef | Klimatološki srednjaci za Nacionalni park Capitol Reef | Klimatološki srednjaci za Nacionalni park Capitol Reef | Klimatološki srednjaci za Nacionalni park Capitol Reef | Klimatološki srednjaci za Nacionalni park Capitol Reef | Klimatološki srednjaci za Nacionalni park Capitol Reef | Klimatološki srednjaci za Nacionalni park Capitol Reef |
| mjesec                                                     | sij                                                    | velj                                                   | ožu                                                    | tra                                                    | svi                                                    | lip                                                    | srp                                                    | kol                                                    | ruj                                                    | lis                                                    | stu                                                    | pro                                                    | godina                                                 |
| ---------------------------------------------------------- | ------------------------------------------------------ | ------------------------------------------------------ | ------------------------------------------------------ | ------------------------------------------------------ | ------------------------------------------------------ | ------------------------------------------------------ | ------------------------------------------------------ | ------------------------------------------------------ | ------------------------------------------------------ | ------------------------------------------------------ | ------------------------------------------------------ | ------------------------------------------------------ | ------------------------------------------------------ |
| srednji maksimum, °C                                       | 4,5                                                    | 8,7                                                    | 13,6                                                   | 18,8                                                   | 24,5                                                   | 30,4                                                   | 33,3                                                   | 31,7                                                   | 27,2                                                   | 20,3                                                   | 11,8                                                   | 5,5                                                    | 19,2                                                   |
| srednja dnevna temperatura, °C                             | −1,6                                                   | 2,3                                                    | 6,5                                                    | 11,2                                                   | 16,5                                                   | 22,0                                                   | 25,3                                                   | 24,1                                                   | 19,5                                                   | 13,2                                                   | 5,5                                                    | −0,3                                                   | 12,0                                                   |
| srednji minimum, °C                                        | −7,7                                                   | −4,1                                                   | −0,5                                                   | 3,6                                                    | 8,4                                                    | 13,6                                                   | 17,2                                                   | 16,3                                                   | 11,7                                                   | 6,0                                                    | −0,8                                                   | −6,2                                                   | 4,7                                                    |
| oborine, mm                                                | 12,8                                                   | 10,3                                                   | 17,1                                                   | 12,4                                                   | 15,5                                                   | 10,2                                                   | 25,1                                                   | 29,7                                                   | 17,2                                                   | 17,8                                                   | 15,0                                                   | 6,0                                                    | 189,9                                                  |
| Izvor: Worldclimate.com, podaci za razdoblje 1961. – 1990. |                                                        |                                                        |                                                        |                                                        |                                                        |                                                        |                                                        |                                                        |                                                        |                                                        |                                                        |                                                        |                                                        |

## Ostali projekti
|  | Zajednički poslužitelj ima stranicu o temi Nacionalni park Capitol Reef    |
|  | Zajednički poslužitelj ima još gradiva o temi Nacionalni park Capitol Reef |

## Vanjske poveznice
- http://www.capitol.reef.national-park.com/  Arhivirana inačica izvorne stranice od 30. siječnja 2010. (Wayback Machine)
- Capitol Reef National Park - Galerija slika
- Capitol Reef National Park - Desert USA (engl.)
- Capitol Reef National Park - Utah (engl.)  Arhivirana inačica izvorne stranice od 23. siječnja 2011. (Wayback Machine)